# Wayne Collett
Wayne Curtis Collett (Los Angeles, 20 de outubro de 1949 – Los Angeles, 17 de março de 2010) foi um velocista norte-americano que competia principalmente em provas de 400 metros. Foi medalhista de prata nessa prova durante os Jogos Olímpicos de Verão de 1972, em Munique.
Após uma longa batalha contra o câncer, Collett morreu em Los Angeles em 17 de março de 2010, aos 60 anos de idade..